# Río Foyel
El río Foyel es un río que se encuentra en la provincia de Río Negro, Argentina. Es tributario del río Manso, que a su vez desemboca en territorio chileno en el río Puelo, formando parte de su cuenca.

## Recorrido
Nace en el Cerro de las Carreras (donde también nacen el río Villegas y el río Chubut). A través del corto río Escondido, recibe las aguas del Lago Escondido. Finalmente, desemboca en el río Manso, cerca del cerro Ventisquero de 2298 m s. n. m. Posee varios arroyos, alimentados por deshielos, que suelen desbordar en ciertas épocas del año.